# 730
- Wikisource

| Calendário gregoriano                                                        | 730 DCCXXX                      |
| Ab urbe condita                                                              | 1483                            |
| Calendário arménio                                                           | 179 – 180                       |
| Calendário bahá'í                                                            | -1114 – -1113                   |
| Calendário budista                                                           | 1274                            |
| Calendário chinês                                                            | 3426 – 3427                     |
| Calendário copta                                                             | 446 – 447                       |
| Calendário etíope                                                            | 722 – 723                       |
| Calendários hindus - Vikram Samvat - Calendário nacional indiano - Cáli Iuga | 785 – 786 651 – 652 3830 – 3831 |
| Calendário Holoceno                                                          | 10730                           |
| Calendário islâmico                                                          | 111 – 112                       |
| Calendário judaico                                                           | 4490 – 4491                     |
| Calendário persa                                                             | 108 – 109                       |
| Calendário rúnico                                                            | 980                             |
| Calendário solar tailandês                                                   | 1273                            |

730 (DCCXXX, na numeração romana) foi um ano comum do século VIII que começou num domingo, segundo o calendário juliano.  Segundo o horóscopo chinês, foi o ano do Cavalo.
| Ano completo                        |
| ----------------------------------- |
| Ano comum com início à quarta-feira |